# Rue Colbert (Nantes)
Pour les articles homonymes, voir Rue Colbert.
La rue Colbert est une voie de Nantes, en France.

## Situation et accès
Située dans le centre-ville de Nantes, la rue est bitumée, ouverte à la circulation automobile. Longue de 220 mètres, elle relie la rue de Gigant à la rue Marie-Anne-du-Boccage.

## Origine du nom
Elle rend mémoire à Jean-Baptiste Colbert, l'un des principaux ministres de roi Louis XIV.

## Historique
Le 30 juin 1841, les propriétaires Charrier et Devigneaux offrent à la municipalité les terrains nécessaires à l'ouverture d'une nouvelle voie, comme ils l'ont fait pour les futures rues Bonne-Louise et Bertrand-Geslin. Une fois le tracé défini, ils répartissent les terrains restant en 19 parcelles qu'ils vendent, réalisant une belle opération immobilière
La rue est ouverte par ordonnance royale du 23 janvier 1844 et son nom actuel lui a été attribué par un arrêté du maire du 31 août 1848.
Durant la seconde moitié du XIXe siècle, la rue hébergea l'externat des Enfants-Nantais. Puis les bâtiments sont rasés pour laisser la place à un nouvel édifice à structure de béton, l'actuel lycée Gabriel-Guist'hau, qui est inauguré en 1933.

## Bâtiments remarquables et lieux de mémoire

### Théâtre Francine-Vasse
En 1884, la « salle Colbert » est construite, à l'actuel no 18 de la rue ; il s'agit alors d'un lieu privé, dépendant de l'externat des Enfants-Nantais.
La municipalité acquiert le théâtre en 1909, lequel fait partie d'un lot sur lequel la ville compte édifier un lycée de jeunes filles (futur lycée Gabriel-Guist'hau). Selon un document d’époque, le théâtre comprenait « un vestibule, les vestiaires et dépendances ; au-dessus une grande salle pouvant contenir 800 à 900 personnes assises et un étage de tribune offrant 200 à 300 places ; une scène très bien aménagée avec ses dépendances, escaliers d’accès, décors, etc. » La salle est chauffée par un calorifère spécial. Enfin, « un dispositif permet de débarrasser le vestibule du rez-de-chaussée de l’escalier principal et de le transformer ainsi en vaste réfectoire pour le personnel. »
En 1912, l’usage de la structure, annexe du lycée de jeunes filles, est accordé à la Ville par Gabriel Guist'hau, ministre de l’Instruction publique, afin d'accueillir les spectacles donnés auparavant au théâtre de la Renaissance qui vient d’être détruit par un incendie. En 1918, Francine Vasse, comédienne nantaise, se voit confier le lieu, où elle dirige une troupe. Parallèlement, la salle Colbert accueille des conférences et, à partir de 1923, des projections, grâce à l’aménagement d’une cabine cinématographique.
Rénovée en 1964, la salle accueille le « Théâtre club » qui deviendra en 1970 la « Maison de la Culture de la Loire-Atlantique » (transférée à la salle Salle Paul-Fort en 1973), puis les débuts de La Bouche d'air. Mais un conflit de voisinage avec ces derniers durant les années 1980 provoque l’interdiction des concerts de musique amplifiée. La salle Colbert accueille alors durant trois ans la Compagnie des Marionnettes de Nantes. Baptisée « salle Francine-Vasse » en 1984, elle est menacée de destruction au début des années 2000. En 2005, elle est confiée à la compagnie Science 89, et rénovée en 2012,.
La façade est restée dans la configuration de la rénovation achevée en 1964, à partir de plans conçus en 1963 par Georges Evano.
En juin 2019, le chorégraphe Yvann Alexandre prend le relais de Science 89 à la direction artistique avec un projet de Maison pour la création et les pratiques artistiques professionnelles et amateurs. La Salle Vasse est renommée Théâtre Francine-Vasse / Les Laboratoires Vivants - Nantes.